# Rete autostradale italiana

Mappa della rete autostradale italiana

La rete autostradale italiana è la rete delle autostrade presenti nel territorio della Repubblica Italiana. Al 30 luglio 2022 la rete autostradale aveva una estensione di 7016,4 km così suddivisi:
- 6051,7 km di autostrade in concessione (compreso il RA7 dato in gestione dall'Anas con obbligo di adeguamento, classificato anche come A53, il RA1-tangenziale di Bologna e la pedemontana veneta)
- 40,1 km (25,4 km dei quali sono di competenza italiana; compresi i 9,9 km di viabilità di accesso al T2 di competenza italiana) di trafori autostradali internazionali (T1, T2 e T4) in concessione;
- 939,3 km di autostrade gestite direttamente dall'Anas (compresa l’autostrada Sistiana-Rabuiese)[2].

A questi dati vanno aggiunti: 
- 13 raccordi autostradali (dal RA2 al RA6 e dal RA8 al RA15)[3] identificati dalla sigla RA, tutti con segnali di inizio e fine autostrada, i quali si sviluppano per 355 km a gestione Anas[4].

Al 31 dicembre 2017 1870,2 km della rete autostradale italiana in concessione erano a tre corsie di marcia per carreggiata, 129 km erano a quattro corsie di marcia per carreggiata, 1,8 km a cinque corsie mentre erano in costruzione 39,7 km di nuovi tratti autostradali in concessione e 68,4 km di tratti autostradali in concessione erano in ampliamento.
La densità, al 2014, è di 22,4 km di autostrada ogni mille km quadrati di superficie di territorio italiano.

## Storia
Il termine autostrada venne utilizzato per la prima volta in un documento ufficiale del 1922 in cui l'ingegnere Piero Puricelli presentava il progetto dell'autostrada dei Laghi; con quel termine indicava quelle strade caratterizzate da un percorso rettilineo (per quanto possibile), senza ostacoli, caratterizzate da un'alta velocità raggiungibile, percorribili dai soli veicoli a motore (autoveicoli, da qui il nome) finalizzate al trasporto rapido di merci e persone.

Inaugurazione della Milano-Varese, 21 settembre 1924

In Italia l'elaborazione del progetto di strade riservate al traffico veloce delle auto, con il pagamento di un pedaggio per coprire le spese di costruzione e di gestione, fu nel 1922 dell'ingegnere italiano Piero Puricelli. Un'idea davvero avveniristica, perché le auto in circolazione a quell'epoca erano poche. Nel 1923 circolavano complessivamente sulle strade italiane 84 687 autoveicoli, di cui cinquantasettemila automobili, venticinquemila autocarri e 2 685 autobus.
Il 21 settembre del 1924 viene inaugurato a Lainate il primo tratto, da Milano a Varese, di quella che diverrà l'Autostrada dei Laghi (attuali A8 e A9), prima autostrada realizzata in Italia. La nuova strada era ad una sola corsia per senso di marcia, più che sufficienti per ospitare il passaggio delle poche decine di auto che vi circolavano ogni giorno. Non c'era un vero e proprio casello, ma il pagamento del pedaggio avveniva nell'area di servizio, dove la sosta era obbligatoria. Dal 1924 in avanti, a Lainate cominciarono ad arrivare tecnici da varie nazioni per studiare e copiare questa nuova strada veloce per auto, a pagamento.
Tuttavia la prima definizione normativa risale solo al 1933 con il regio decreto n. 1740 del 1933 che definiva le autostrade come strade riservate ai soli autoveicoli. Sotto il punto di vista temporale, nel mondo l'autostrada dei Laghi è stata preceduta solo dalla Long Island Motor Parkway nello stato di New York, progettata nel 1906 ed aperta al traffico tra il 1908 ed il 1911, dall'AVUS berlinese, progettata nel 1909 e inaugurata nel 1921, e dalla Bronx River Parkway nello stato di New York, progettata nel 1906 ed aperta al traffico tra il 1922 ed il 1925.
Va comunque precisato che le parkways statunitensi erano concepite, almeno in origine, come strade a scopo ricreativo automobilistico e paesaggistico, mentre la Long Island Motor Parkway e l'AVUS erano costruite per il doppio utilizzo di tracciato per gare automobilistiche e per il traffico privato. Di contro l'autostrada dei Laghi, secondo il suo ideatore Piero Puricelli, era concepita per unire due o più destinazioni nella maniera più rapida possibile, secondo il concetto moderno di autostrada. Questo la rende, se non tecnicamente, almeno concettualmente la prima al mondo, come fu certificato nel V Congresso Mondiale della Strada tenutosi a Milano nel 1926.
Nel 1927 viene aperta l'autostrada Milano-Bergamo (parte dell'attuale A4) la cui società concessionaria è di Piero Puricelli. L'anno successivo viene aperta l'autostrada Roma-Lido declassata negli anni sessanta come strada statale 8, viene fondata la società Autovie Venete, la società Autostrada Brescia - Verona - Vicenza - Padova e il Consorzio nazionale per le autostrade. Sempre nel 1928 l'AASS (l'attuale Anas) si prende carico, per legge, della vigilanza sulle concessioni autostradali. Le concessionarie delle autostrade aperte nel 1929 (la Napoli-Pompei, l'attuale A3) e nel 1931 (la Brescia-Bergamo, l'attuale A4) erano sotto il controllo dell'AASS. Entro il 1941 l'AASS gestisce direttamente queste autostrade a causa di difficoltà finanziarie.
Negli anni trenta la rete conosce un significativo sviluppo: nel 1932 viene aperta la tratta Torino-Milano. Nel 1933 vengono aperte l'autostrada Firenze-Mare (l'attuale A11) e l'autostrada Padova-Venezia. Nel 1935, dopo 3 anni di lavori, viene aperta la Genova-Serravalle-Scrivia (l'attuale A7) sotto gestione diretta dell'AASS. Il pedaggio fissato per le merci è elevato per non penalizzare la ferrovia. Nel 1939 viene approvata la costruzione dell'autostrada Genova-Savona (l'attuale A10), la prima che doveva essere realizzata direttamente dall'AASS. Il progetto è dall'ufficio tecnico dell'impresa Puricelli dell'IRI. Nel 1941 tutte le autostrade sono gestite dall'AASS tranne la Napoli-Pompei, la Torino-Milano e la Padova-Venezia.
Il d. lgs. 17 aprile 1948, n. 547 definisce le autostrade quelle vie di comunicazione riservate al transito a pagamento degli autoveicoli, costruite ed esercitate dall'A.N.A.S. o da privati, con o senza contributi dello Stato. Nel 1955 viene promulgata la legge Romita che prevedeva che la rete autostradale dovesse essere presente in tutte le regioni, iniziano i lavori della Genova-Savona e iniziano i raddoppi delle autostrade a singola carreggiata con la legge di finanziamento n. 1328/1955. La legge 7 febbraio 1961, n. 59 definisce le autostrade quelle vie di comunicazione esclusivamente riservate al transito selezionato, di norma a pagamento, degli autoveicoli e dei motoveicoli, prive di attraversamenti a raso o comunque non custoditi, le quali siano riconosciute come tali con decreto del Ministro per i lavori pubblici.
Con la legge 24 luglio 1961, n. 729 (legge Zaccagnini) vengono affidate alla società Autostrade tutte le autostrade precedentemente gestite dallo Stato tramite l'ex AASS. La società Autostrade deve però costruire l'autostrada Adriatica (l'A14), la Napoli-Canosa (l'A16) e la Caserta-Salerno (l'A30). Con la stessa legge si prevede la costruzione dei raccordi autostradali.

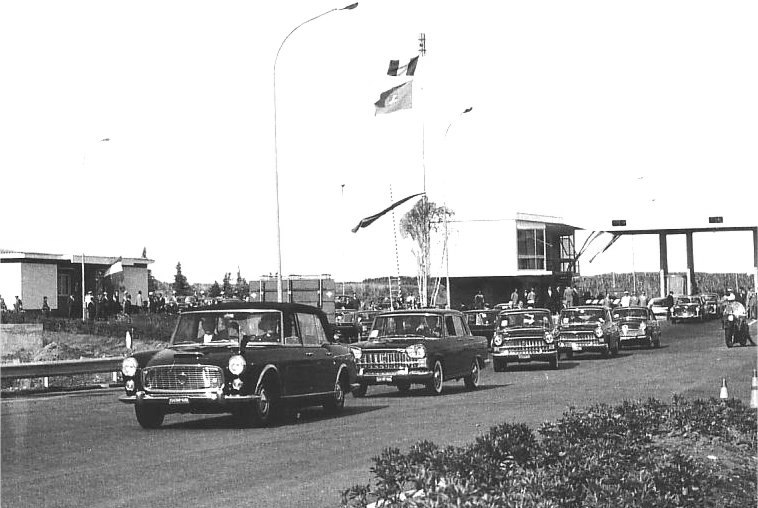
Antonio Segni inaugura l'Autostrada del Sole, il 4 ottobre 1964, a bordo della Lancia Flaminia 335 presidenziale.

Negli anni sessanta l'autostrada Roma-Lido viene declassata a strada statale.
Sempre negli anni sessanta vengono introdotte le prime casse automatiche per il pagamento del pedaggio solo con monete. Nel 1964 viene completata l'A1 Milano-Roma, la prima a doppia carreggiata. Nel 1968 e nel 1971 vengono promulgate 4 leggi (l. n. 360/1968, l. n. 382/1968, l. n. 385/1968 e l. n. 287/1971) per salvare le società concessionarie colpite da una crisi finanziaria. Negli anni settanta il GRA viene classificato come autostrada. Nel 1973 viene aperto un primo tratto autostradale in Sicilia (l'A18).

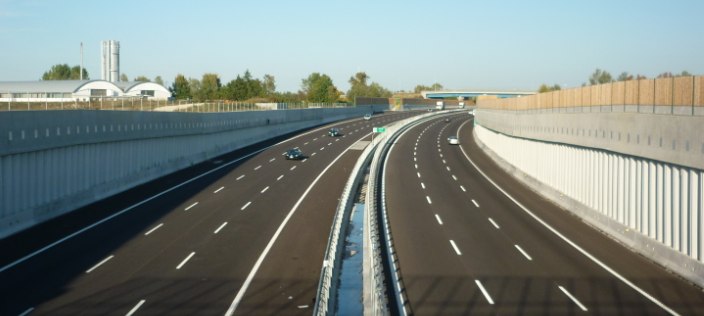
Il passante di Mestre

Nel 1975 viene promulgata la legge 492 (in vigore fino agli anni 2000) che prevede il blocco delle costruzioni autostradali a causa della crisi petrolifera. Dal 1981 vengono sostituiti i biglietti per il pagamento del pedaggio con perforazione meccanica con biglietti con banda magnetica. Continuano intanto i cantieri sulle autostrade già in costruzione, che non erano state toccate dalla legge 492. Nel 1984 si inizia a diffondere la Viacard seguita negli anni successivi dal Telepass introdotto nel 1990. 
Nel 1997 iniziano i lavori dell'ammodernamento della Salerno-Reggio Calabria. Terminati nel 2017, è stata poi rinominata A2, per sostituire la vecchia denominazione rimasta poi solo al tratto Napoli-Salerno. 
Nel 2000 la società Autostrade viene privatizzata.
Nel 2001, con il raddoppio dell'A6, tutte le autostrade sono a doppia carreggiata. 
Nel 2009 viene aperto il passante di Mestre (classificato come A4) gestito da una società mista Anas-Regione Veneto, la CAV.
La legge finanziaria approvata nel 2010 (decreto legge 31 maggio 2010, n. 78, Misure urgenti in materia di stabilizzazione finanziaria e di competitività economica) prevede che tutti i 13 raccordi autostradali e tutte le autostrade gestite dall'Anas siano soggette al pagamento del pedaggio entro il 30 aprile 2011 con il sistema free-flow; al 2020, i raccordi sono ancora gratuiti.
Tra il 2014 e il 2015 sono state aperte le autostrade A35, A36, A58, A59, A60 e A1var.
A marzo del 2022 è stato aperto il tratto a 3 corsie della A1 direzione sud fra Barberino di Mugello e Calenzano, che – anche se non ufficialmente – costituisce il naturale proseguimento della Variante di valico; in tale tratto di 17 km si attraversa la galleria Santa Lucia che con i suoi 7724 metri costituisce la galleria a 3 corsie più lunga d'Europa.
Ad aprile del 2022 viene introdotto UnipolMove, che va a concludere il monopolio da parte di Telepass nel mercato del pedaggio e telepedaggio italiano. Segue invece nel 2023 l'ingresso di MooneyGo, un operatore "virtuale" di Telepass che condivide l'apparato originale e alcuni servizi di mobilità.
Nel 2023 viene completata la costruzione della quinta corsia sulla A8, tra la barriera di Terrazzano e lo svincolo con la A9.
Nel 2024 si completa la Superstrada Pedemontana Veneta (SPV), autostrada con caratteristiche ibride ad una strada extraurbana principale.

### Principali progetti di nuove autostrade e di ammodernamento/potenziamento di quelle già esistenti
Nonostante l'attuale rete stradale in Italia sia piuttosto estesa, a oggi diverse aree densamente popolate o ricche di zone industriali o di attrazione turistica rimangono prive di autostrade che le colleghino. In particolare si registrano da sempre particolari criticità in regioni meridionali quali la Calabria e la Basilicata, nelle quali la rete attuale – che consiste unicamente nell'Autostrada A2 – risulta insufficiente. Al Nord invece la Pianura Padana necessita, nonostante le già numerose autostrade in essa presenti, la creazione di nuovi assi di collegamento ed il potenziamento di quelli già presenti. In particolar modo nel luglio 2020 è stato definito dal governo italiano un ampio piano di investimenti sulle infrastrutture in Italia, che prevede anche corposi interventi sulla rete autostradale.
Sono attualmente in fase di costruzione opere come la TiBre, che consiste nel naturale proseguimento della A15 da Parma alla A22 presso Nogarole Rocca, il completamento delle autostrade A36 (Pedemontana Lombarda), A59 (Tangenziale di Como) e A60 (Tangenziale di Varese). 
Sono invece in fase di potenziamento il tratto della A1 tra il casello di Firenze Sud e il casello di Valdarno, la A4 nel tratto tra Venezia e lo svincolo con la A34 a Villesse e nel tratto urbano di Milano. Sulla prima l'intervento prevede l'ampliamento a 3 corsie. Nel tratto tra Venezia e Villesse della A4 è in costruzione la terza corsia, mentre nel tratto milanese si sta lavorando per la realizzazione della quarta corsia dinamica.
Sono invece in fase di approvazione interventi quali la quarta corsia sulla A1 tra Milano e Lodi; la quarta corsia sulla A14 tra la diramazione per Ravenna ed il futuro casello di Ponte Rizzoli con la realizzazione della Complanare Nord tra quest'ultimo e la Tangenziale di Bologna; il Passante di Bologna che prevede l'ampliamento della A14 nel tratto urbano da due corsie più corsia dinamica a 3 corsie più corsia di emergenza e l'ampliamento dell'adiacente Tangenziale di Bologna a 3 corsie più corsia di emergenza (4 nei tratti più critici); la terza corsia sulla A22 tra Verona e Modena e la terza corsia dinamica tra Bolzano Sud e Verona; la Gronda di Genova; la terza corsia dinamica sulla A12 tra Torrimpietra e Cerveteri e la terza corsia sulla A11 tra Firenze e Pistoia.

## Caratteristiche
Affinché una strada sia classificata come autostrada, devono essere soddisfatte diverse condizioni geometriche e costruttive e queste seppur di base molto simili (ad esempio la larghezza delle corsie di marcia deve essere di 3,75 metri) non sono costanti: esistono norme tecnico-legali diverse per le autostrade costruite in ambito urbano o extraurbano.
Attualmente il Codice della strada italiano così definisce l'autostrada:
(Art. 2 Codice della strada)
Queste caratteristiche possono però non essere rispettate (ad esempio nell'applicazione della corsia dinamica) in virtù delle deroghe previste dal Codice della strada italiano stesso:
(Art. 13 comma 2 Codice della strada)
(Art. 3 "Norme funzionali per la costruzione delle strade previsto dal Codice della strada")
In ogni caso alcuni standard sono applicati in tutte le autostrade di nuova costruzione. Ad esempio gli svincoli devono essere accessibili da rampe (corsia di accelerazione e decelerazione) scostate dal flusso principale di traffico, le carreggiate separate da spartitraffico continuo. Possono esserci semafori destinati solo alle emergenze, mentre i telefoni di emergenza (colonnine SOS) devono essere posizionati con una certa frequenza nelle piazzole per la sosta d'emergenza. Inizio e fine di un'autostrada devono essere segnalati con appositi cartelli.

### Nomenclatura
Le autostrade italiane seguono una numerazione unica, anche se gestite da diverse società concessionarie: sono tutte contrassegnate dalla lettera A (RA nel caso di 16 raccordi autostradali, ad eccezione del raccordo Bereguardo-Pavia numerato sulla segnaletica come A53, e T per i 3 trafori alpini internazionali) seguita da un numero (esistono due tipi di eccezioni: esistono autostrade con doppia numerazione, ad esempio A8/A26, e brevi autostrade denominate nel modo classico ma seguite dalla sigla dir che sta per diramazione, ad esempio A18 dir). Pertanto un'autostrada con la stessa numerazione può essere gestita da diverse società concessionarie (ad esempio l'A23 è gestita per un tratto da Società Autostrade Alto Adriatico per il rimanente tratto da Autostrade per l'Italia).
Nei segnali stradali la sigla alfanumerica è racchiusa (non nel caso dei 16 raccordi) in un ottagono verde con la sigla bianca.
I numeri delle autostrade e dei trafori vengono attribuiti con circolare del ministro delle Infrastrutture e dei trasporti da pubblicare sulla Gazzetta Ufficiale della Repubblica.

## Gestione
Le autostrade italiane sono gestite per la maggior parte da società concessionarie. Dal 1º ottobre 2012 l'ente concedente è il Ministero delle Infrastrutture e dei Trasporti e non più Anas e sono in maggioranza (5773,4 km al 2009) soggette al pagamento di pedaggio. Le autostrade sono gestite o dall'Anas o da società firmatarie di convenzioni con l'Anas stessa.
L'Anas controllava fino a settembre 2012 l'operato delle società concessionarie tramite l'IVCA (Ispettorato di Vigilanza sulle concessioni autostradali) dotato di una struttura organizzativa autonoma. A partire dal 1º ottobre 2012 le funzioni sono state poi trasferite al Ministero delle Infrastrutture e dei Trasporti, che le esercita tramite la Direzione Generale per la Vigilanza sulle Concessioni Autostradali.
Nel 2009 l'intero settore ha generato un fatturato di 5 250 milioni di euro (di cui 4 600 milioni di euro di pedaggi). Il 50% del fatturato è stato destinato a investimenti e manutenzioni.

## Pedaggio

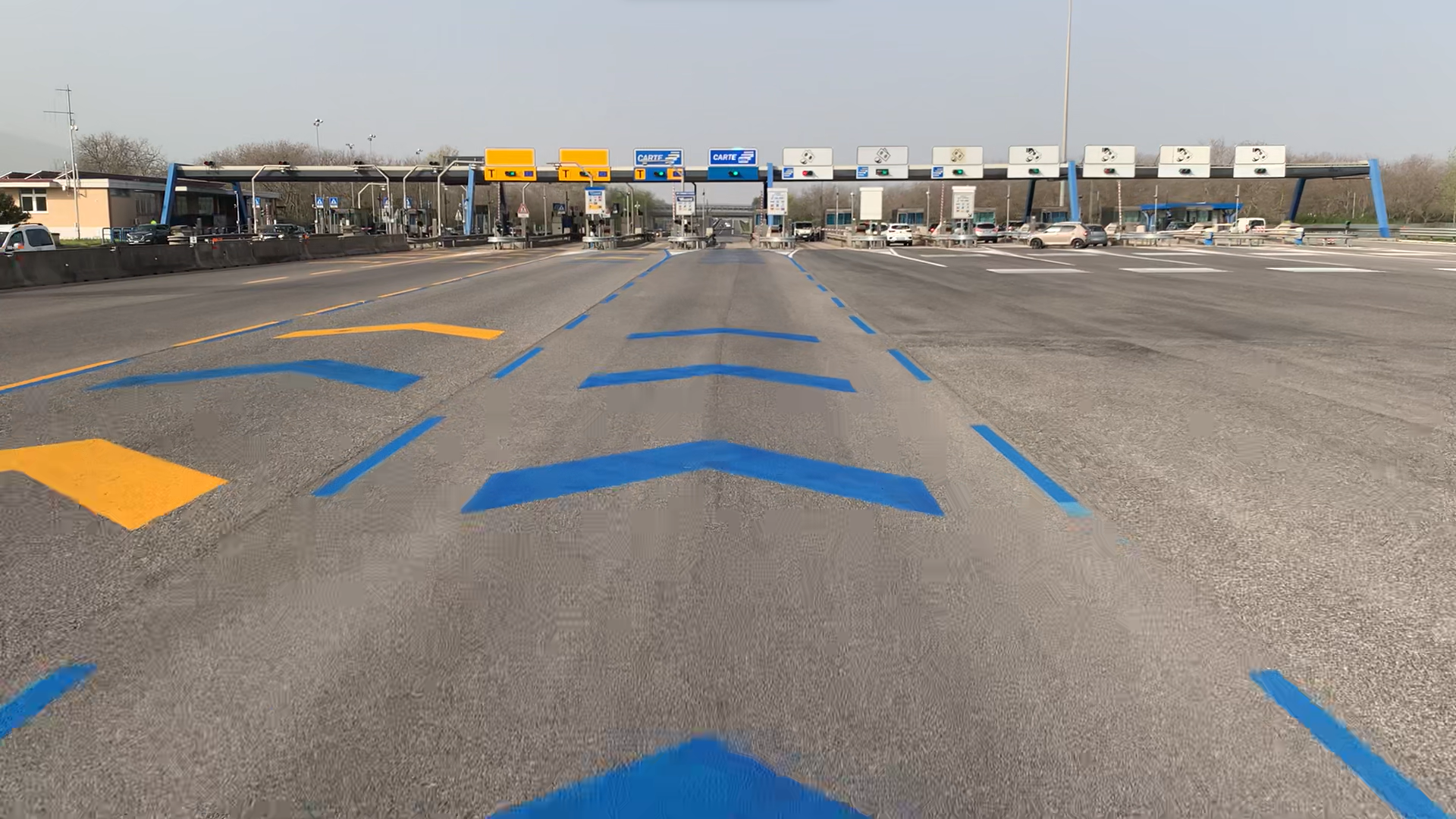
Una barriera italiana.

Nelle autostrade italiane il pedaggio si applica alla quasi totalità delle autostrade non gestite dall'Anas. La riscossione del pedaggio autostradale, dal punto di vista tariffario, si gestisce principalmente in due modi: o attraverso il "sistema autostradale chiuso" (km effettivamente percorsi) o attraverso il "sistema autostradale aperto" (pedaggio forfettario).
Vista la molteplicità dei gestori il pedaggio viene richiesto solo in uscita dall’autostrada e non quando cambia il gestore autostradale. Questo sistema è stato reso possibile in seguito all’articolo 14 della legge 531 del 12 agosto 1982.
Dal punto di vista tecnico invece è attivo il sistema misto barriere/free-flow dove in entrata e uscita dalle autostrade sono presenti delle corsie dedicate al ritiro di un biglietto (in entrata) e alla consegna del biglietto con pagamento contestuale (in uscita) e altre corsie dove, al transito senza necessità di fermarsi, un apparato di telepedaggio  presente negli autoveicoli registra i dati e addebita il pedaggio, generalmente nel conto bancario comunicato precedentemente dal cliente, al gestore del proprio apparato. In Italia ciò avviene attraverso il sistema di interscambio di Autostrade per l’Italia.
Le autostrade A36, A59 e A60 sono esclusivamente free-flow. In queste autostrade chi non ha il dispositivo di telepedaggio a bordo deve procedere al pagamento comunicando successivamente i dati al gestore dell'autostrada (telefonicamente, online o recandosi presso le sedi dedicate al pagamento).

### Sistema autostradale chiuso
Il sistema autostradale chiuso è applicato alla maggior parte delle autostrade italiane. Prevede che il conducente del veicolo ritiri un apposito biglietto all'ingresso dell'autostrada e paghi l'importo dovuto all'uscita. Se muniti di apparato di telepedaggio le due procedure sono completamente automatiche e il conducente nelle piste di rilevamento posti negli ingressi e nelle uscite dalle autostrade soggette a pagamento del pedaggio deve solo procedere alla velocità massima di 30 km/h senza la necessità di fermarsi.

Il segnale stradale posto in prossimità delle barriere e dei caselli

L'importo è direttamente proporzionale alla distanza percorsa dal veicolo, al coefficiente della sua classe e a un coefficiente variabile da autostrada ad autostrada, detto tariffa chilometrica.

La classe del veicolo è contraddistinta da lettere e numeri:
- A – autoveicoli a due assi con altezza al primo asse sino a 130 cm rispetto al piano stradale (motociclette, autovetture)
- B – autoveicoli a due assi, con altezza al primo asse maggiore di 130 cm rispetto al piano stradale (alcuni tipi di autovetture, camper, piccoli autocarri, autobus)
- 3 – autoveicoli a tre assi (autobus, autocarri, autotreni con tre assi complessive, autoarticolati, autovetture trainanti rimorchi o roulottes, ecc.)
- 4 – autoveicoli a quattro assi
- 5 – autoveicoli con cinque o più assi

La tariffa chilometrica è impostata autonomamente (entro certi limiti) dalla società concessionaria dell'autostrada. Tiene conto delle caratteristiche del percorso (i tratti su terreno pianeggiante in genere costano meno, quelli in aree montuose di più in quanto la manutenzione delle infrastrutture, come viadotti e gallerie, ha un peso maggiore) e dei km delle rampe di accelerazione e di decelerazione degli svincoli presenti lungo il tratto. Inoltre il pedaggio tiene conto dei tratti autostradali liberi prima e dopo il casello costruiti e gestiti dal gestore.
Se si attraversano tratti autostradali gestiti da società diverse il pedaggio viene richiesto comunque solo all'uscita. Gli introiti sono poi distribuiti alle varie società in base ad accordi tra le concessionarie.

### Sistema autostradale aperto
Il sistema autostradale aperto è meno diffuso del sistema chiuso. È applicato sull'Autostrada dei Laghi, sulle tangenziali di Milano (A50, A51 e A52), sulle tangenziali Nord e Sud di Torino (A55), sull'A3 nel tratto Napoli - Pompei - Salerno (a gestione di SACYR), sull'A12 nel tratto Roma - Civitavecchia, sull'A32, sull'A33 nel tratto Asti-Alba, l'A1 diramazione Nord tra Settebagni e Fiano Romano, sul tratto della Penetrazione Urbana dell'A24 tra Settecamini e Lunghezza e sul primissimo tratto dell'Autostrada del Sole per chi sfrutti lo svincolo di Melegnano.
A differenza del sistema autostradale chiuso, nel sistema aperto l'utente della strada non paga in base alla distanza percorsa. Sul percorso sono disposte barriere autostradali (comunque non in ogni svincolo), in corrispondenza delle quali l'utente paga una somma fissa, dipendente solo dalla classe del veicolo.
L'utente quindi può percorrere tratti dell'autostrada senza pagare nessun pedaggio in quanto le barriere possono non essere presenti nel tratto percorso.
La Tangenziale di Napoli e la A3 da Napoli a Salerno, sono autostrade a pedaggio, che è riscosso tramite un metodo che si può considerare derivato dal sistema aperto. Il pedaggio si paga all'ingresso (A3) o all'uscita (Tangenziale di Napoli e le restanti) degli svincoli ed è fisso, a prescindere dalla distanza percorsa dall'utente (o che egli ha intenzione di percorrere). Diversamente dal sistema autostradale aperto quindi il pedaggio è riscosso sempre in quanto le barriere e le stazioni sono presenti in tutti gli svincoli.
Solo nel caso della A3, chi è dotato di apparato di telepedaggio, paga in base ai chilometri percorso secondo un tariffario indicato dal gestore di quest’ultima.

### Riferimenti legali
L'art. 27 del decreto legge 21 giugno 2013, n. 69 - convertito in legge 9 agosto 2013, n. 98 - ha modificato la procedura per l'approvazione degli adeguamenti annuali delle tariffe autostradali, sopprimendo la disposizione (dettata dal comma 5 dell'art. 21 del D.L. 355/2003) che disciplinava, nell'ambito della procedura, il rapporto tra società concedente e Ministero delle Infrastrutture e dei Trasporti (MIT). Ora la proposta relativa alle variazioni tariffarie che il concessionario intende applicare è e formulata al concedente (quindi al MIT), entro il 15 ottobre di ogni anno e che tale proposta sia approvata o rigettata entro il 15 dicembre, con decreto motivato del MIT (di concerto con il Ministro dell'economia e delle finanze).

## Limiti di velocità

Segnale di limite massimo di velocità generale

Il limite massimo di velocità in autostrada è pari a 130 km/h (salvo diversa indicazione). In caso di precipitazioni atmosferiche il limite di velocità non può essere superiore ai 110 km/h. In caso di nebbia (ma solo dove è presente il segnale di limite massimo di velocità 50 km/h integrato dal pannello integrativo recante la scritta in caso di nebbia; negli altri casi il guidatore deve comunque adeguare la velocità) il limite massimo è pari a 50 km/h. I neopatentati in Italia devono rispettare per tre anni dal conseguimento della patente il limite di 100 km/h.
Alcune categorie di veicoli hanno limiti specifici:
- per i quadricicli, gli autotreni, gli autoarticolati, gli autosnodati, gli autoveicoli trainanti un caravan o un rimorchio leggero (ad esempio per trasporto di imbarcazioni) e gli autoveicoli destinati al trasporto di cose od altri usi con massa complessiva superiore a 12 tonnellate il limite massimo è pari a 80 km/h
- per gli autobus e i filobus (entrambi con massa complessiva superiore a 8 tonnellate) e gli autoveicoli destinati al trasporto di cose od altri usi con massa complessiva compresa tra le 3,5 tonnellate e le 12 il limite massimo è pari a 100 km/h.

Il Codice della strada prevede che in alcuni tratti autostradali il limite massimo possa essere elevato fino a 150 km/h in base ai seguenti criteri:
- che l'autostrada sia a tre o più corsie più corsia d'emergenza per ogni senso di marcia;
- caratteristiche progettuali ed effettive del tracciato;
- l'intensità del traffico;
- le condizioni atmosferiche prevalenti;
- i dati di incidentalità dell'ultimo quinquennio;
- la presenza del Tutor.[42]

Al 2023 non risulta che la possibilità di elevere il limite di velocità sia mai stata applicata.
Fino al 1973 non esiste un limite generale di velocità.
Tra il 1973 ed il 1974 venne imposto un limite di velocità di 120 km/h, oltre che ad un divieto di circolare la domenica su tutte le strade, per far fronte alla crisi petrolifera.
Fino al 23 luglio del 1988 il limite di velocità sulle autostrade italiane era differenziato in base alla cilindrata:
- 90 km/h per gli autoveicoli con cilindrata inferiore ai 599 cm³
- 110 km/h per gli autoveicoli con cilindrata compresa tra i 600 cm³ e i 900 cm³
- 130 km/h per gli autoveicoli con cilindrata compresa tra i 901 cm³ e i 1300 cm³
- 140 km/h per gli autoveicoli con cilindrata superiore ai 1300 cm³

Successivamente, dal 24 luglio del 1988, i limiti di velocità sulle autostrade italiane vennero abbassati, dal ministro Enrico Ferri, a 110 km/h per gli autoveicoli con cilindrata superiore ai 600 cm³ mentre rimase fissato a 90 km/h per gli autoveicoli con cilindrata inferiore ai 599 cm³. L'anno dopo, con la caduta del governo, la velocità massima per le autostrade fu portata a 130 km/h per gli autoveicoli con cilindrata superiore ai 1100 cm³ e a 110 km/h per gli autoveicoli con cilindrata inferiore ai 1100 cc.

## Il sistema deiTutor

Segnale di preavviso di controllo della velocità con sistema Tutor sulle autostrade italiane

Oltre alle classiche postazioni autovelox è stato installato in alcune tratte autostradali il sistema SICVE o Tutor. Il SICVE (sistema informativo per il controllo della velocità), detto anche Safety Tutor, è un sistema per la misurazione media della velocità dei veicoli introdotto nel 2004 inizialmente su alcuni tratti della rete di Autostrade per l'Italia. A differenza del normale autovelox, che misura la velocità istantanea dei veicoli in una certa sezione stradale, il Tutor ne misura invece la velocità media tra due sezioni lontane anche diversi chilometri, in modo da fornire una misura attendibile ed incontestabile per rilevare le infrazioni, senza penalizzare chi supera il limite di velocità per brevi tratti come, ad esempio, durante un sorpasso.
Ad un anno dalla sua introduzione (avvenuta il 23 dicembre 2005), sono stati riscontrati importanti benefici nella riduzione dell'incidentalità (-22%). Nel primo anno di utilizzo, il tasso di mortalità è diminuito del 50% e quello relativo ai feriti del 34% nei tratti in cui è installato il dispositivo.

## Restrizioni e divieti
L'accesso alla rete autostradale è vietato alle seguenti categorie di veicoli:
- velocipedi (ovvero le comuni biciclette e veicoli ad esse assimilati);
- ciclomotori
- motocicli di cilindrata inferiore a 125 cm³ se a motore termico o di potenza inferiore a 6 kW se a motore elettrico[48]
- motocarrozzette di cilindrata inferiore a 250 cm³ se a motore termico;
- tricicli destinati al trasporto di persone con un passeggero oltre al conducente di cilindrata inferiore a 250 cm³ se a motore termico o comunque di potenza inferiore ai 15 kW[49];
- altri motoveicoli non compresi tra quelli già elencati di massa a vuoto fino a 400 kg o di massa complessiva fino a 1300 kg;
- autovetture che non siano in grado di sviluppare per costruzione una velocità di almeno 80 km/h in piano[50];
- veicoli non muniti di pneumatici;

Segnale di preavviso di inizio autostrada dove vengono riportate alcune restrizioni.
Il segnale di inizio autostrada invece non riporta la parte dedicata alle restrizioni.
Il segnale di autostrada (riportato nei segnali di preselezione, preavviso e direzione) è uguale a quello di inizio autostrada ma altezza e larghezza sono diversi:.

- macchine agricole e macchine operatrici;
- veicoli con carico disordinato e non solidamente assicurato o sporgente oltre i limiti consentiti;
- veicoli a tenuta non stagna e con carico scoperto, se trasportano materie suscettibili di dispersione;
- veicoli il cui carico o dimensioni superino i limiti previsti dagli articoli 61 e 62 [a riguardo della sagoma e della massa limite], ad eccezione dei casi previsti dall'art. 10 [a riguardo dei carichi eccezionali];
- veicoli le cui condizioni di uso, equipaggiamento e gommatura possono costituire pericolo per la circolazione;
- veicoli con carico non opportunamente sistemato e fissato.

La circolazione di pedoni e animali (se custoditi) è ammessa solo nelle aree di servizio e di sosta. I pedoni possono circolare anche nella corsia di emergenza solo per raggiungere una postazione di soccorso (ad esempio una colonnina SOS).
Oltre alle categorie sopraindicate possono esserci altre restrizioni al transito applicabili in specifici casi.
Nelle autostrade (comprese le corsie di emergenza, di accelerazione, decelerazione) è inoltre vietato:
- trainare veicoli che non siano rimorchi;
- richiedere o concedere passaggi;
- svolgere attività commerciali o di propaganda sotto qualsiasi forma; esse sono consentite nelle aree di servizio o di parcheggio se autorizzate dall'ente proprietario;
- campeggiare, salvo che nelle aree all'uopo destinate e per il periodo stabilito dall'ente proprietario o concessionario.

Nelle aree di servizio e di parcheggio i veicoli non possono rimanere in sosta per più di 24 ore ad eccezione delle aree di parcheggio di hotel autostradali (o esercizi commerciali assimilabili). Il soccorso stradale può essere effettuato solo da società autorizzate.

## La rete

### Strade extraurbane e superstrade

Segnale di "preavviso di inizio strada extraurbana principale"

La rete autostradale è integrata dalle strade extraurbane principali, strade a due carreggiate con almeno due corsie per senso di marcia. Rispetto alle autostrade, strade di questo tipo presentano alcune differenze di tipo tecnico (ad esempio la larghezza minima della banchina destra ma non delle corsie di marcia), il colore della segnaletica (sfondo blu anziché verde), il limite di velocità per le autovetture e i motocicli (110 km/h anziché 130 km/h), i raggi di curvatura, la presenza della corsia di emergenza, la presenza delle colonnine SOS. Le restrizioni al transito invece sono le medesime così come i segnali di inizio, di fine e di preavviso di inizio "strada extraurbana principale" sono uguali ai segnali di inizio, di fine e di preavviso di inizio "autostrada" con l'unica differenza del colore usato per lo sfondo, blu anziché verde. Il termine superstrada  è generico e comprende anche altri tipi di strade a due carreggiate.